# Moʻynoq
Moʻynoq (uzb. cyr. Мўйноқ; karak. Мойнақ, Moynaq; ros. Муйнак, Mujnak) – miasto w zachodnim Uzbekistanie, w Republice Karakałpackiej, siedziba administracyjna tumanu Moʻynoq. W 1989 roku liczyło ok. 13 tys. mieszkańców. Dawniej port nad Jeziorem Aralskim i największy ośrodek przemysłu konserw rybnych w Azji Środkowej.

## Historia
W 1933 roku miejscowość uzyskała status osiedla robotniczego, a w 1963 roku otrzymała prawa miejskie.

## Geografia
Miasto założono na pustynnym półwyspie Moʻynoq, na południowym brzegu Jeziora Aralskiego, przy delcie Amu-darii. Obecnie – na skutek wysychania Jeziora Aralskiego i rzeki Amu-darii – miejscowość znajduje się ponad 200 kilometrów od linii brzegowej.
W odległości 165 km znajduje się miasto Nukus, stolica Republiki Karakałpackiej. Najbliższa stacja linii kolejowej znajduje się ok. 100 km na południe od Moʻynoqa, w mieście Qoʻngʻirot (linia Türkmenabat-Makat).